# تتبع حركة العين
 تتبع حركة العين  استعمال أجهزة خاصة لمتابعة تحرك العين وقت النظر إلى الأشياء.

## القراءة
عند القراءة على الهاتف المحمول تتركز حركة العين في الزاوية العلوية حيث يبدأ النص ويقال لها المثلث الذهبي.
يظهر التتبع أن عين من يقرأ لا تقع إلا على بعض الكلمات لا جميعها والغرض من ذلك فهم المعنى العام للمقروء.

ويستعمل
الرؤية الجانبية

## معرض صور

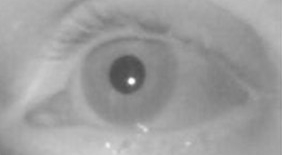
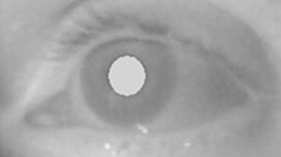
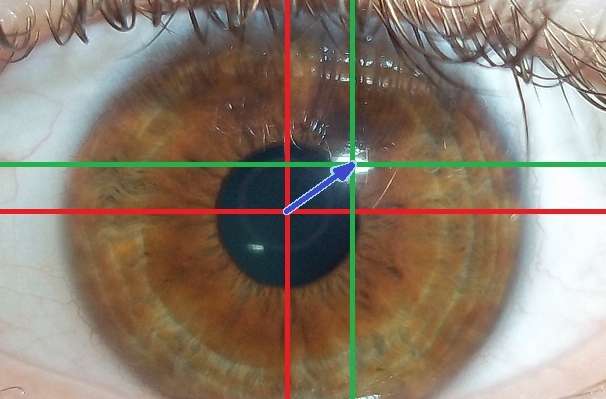